# Zaireichthys rotundiceps
Zaireichthys rotundiceps és una espècie de peix de la família dels amfílids i de l'ordre dels siluriformes.

## Morfologia
- Els mascles poden assolir 3,8 cm de longitud total.
- Nombre de vèrtebres: 35-38.[1][2]

## Hàbitat
És un peix d'aigua dolça i de clima tropical (22 °C-25 °C).

## Distribució geogràfica
Es troba a Àfrica: rius de Kenya, Tanzània, Zàmbia, Zimbàbue i el nord de Moçambic. També es troba als rius Zambesi, Cunene, Okavango, Pungwe, Buzi, Save i el llac Malawi.